# Thomas Taylor
Thomas Taylor, född 10 maj 1786 i Indien, död i februari 1848, var en engelsk botaniker och läkare som framför allt var verksam inom bryologin.
Taylor var son till officeren Joseph Irwin Taylor, som var kapten i det bengaliska artilleriet och sedan major i Brittiska Ostindiska Kompaniet och även var författare till en hindustansk-engelsk ordbok. Thomas Taylor skickades tillbaka till Irland omkring 1793 för sin skolgång.
Han studerade vid Trinity College, Dublin med Bachelor of Artssexamen 1807, och medicine doktorsexamen 1814, varefter han tjänstgjorde som läkare vid Sir Patrick Dun's Hospital i Dublin 1814 till 1820. Han var därefter professor i botanik och naturhistoria vid Royal Cork Scientific Institution från 1820 till 1830, då den statliga finansieringen av institutionen drogs in. Han bosatte sig därefter på familjeegendomen Dunkerron nära Kenmare och Killarney i County Kerry. Under sin tid på Dunkerron fortsatte han sin botaniska verksamhet.
Taylor var särskilt intresserad av bryofyter och lavar. Tillsammans med William Jackson Hooker skrev han Muscologia Britannica (1818).  Han skrev avsnittet "Lichenes" till James Townsend Mackays Flora Hibernica (1836).
Taylor var från 1843 även verksam som fattigläkare i Kenmare, och från 1847 som konsulterande läkare vid febersjukhuset i Kenmare, som upprättades då infektionssjukdomar spreds i samband med Den stora svälten på Irland. Han ådrog sig själv en febersjukdom och avled i februari 1848.

## Eponym
Thomas Taylor har hedrats med släktet Tayloria, trumpetmossor.
Auktorsnamnet Taylor kan användas för Thomas Taylor i samband med ett vetenskapligt namn inom botaniken; se Wikipediaartiklar som länkar till auktorsnamnet.